# خشم: کری ۲
خشم: کری ۲ (به انگلیسی: The Rage: Carrie 2) فیلمی ترسناک، محصول سال ۱۹۹۹ و به کارگردانی کیت شه‌آ است. در این فیلم، بازیگرانی همچون امیلی برگل، جیسون لندن، دیلن برونو، جین اسمیت-کمرون، ایمی اروینگ، زکری تای براین، جان دو، شارلوت آیانا، ریچل بلانچارد، مینا سوواری، الی کریگ، ادی کی توماس، گوردون کلپ، استیون فورد، ردا گریفیس و سیسی اسپیسک به ایفای نقش پرداخته‌اند.
این فیلم دنبالهٔ فیلم کری است و بر اساس رمان کری نوشته استیون کینگ ساخته شده‌است.